# Янушкевич, Алексей Святославович
Алексе́й Святосла́вович Янушке́вич (бел. Аляксе́й Святасла́вавіч Янушке́віч; 15 января 1986, Минск, Белорусская ССР, СССР) — белорусский футболист, защитник.

## Карьера

### Клубная
Воспитанник минской школы «Смена». Первый тренер — Сергей Кашкан.
Профессиональную карьеру начал в минском «Динамо» в 2003 году. В 2005 году провёл полноценный сезон в дубле и дебютировал в чемпионате Беларуси. Сезон-2008 провёл в аренде в жодинском «Торпедо». С 2009 года — игрок солигорского «Шахтёра». В сезоне 2010 стал основным центральным защитником команды. Во второй половине 2013 года стал чаще оставаться на скамейке запасных, уступая место Евгению Постникову и Николаю Кашевскому. В конце сезона 2013 появлялась информация о возможном переходе Янушкевича в казахстанский «Атырау», однако в декабре контракт с солигорским клубом был продлён. В сезоне 2014 вновь стал основным центральным защитником солигорчан.
В январе 2015 года продлил контракт с «горняками». Сезон 2015 начал в центре защиты, однако позднее стал чаще выходить на флангах. Конец сезона был вынужден пропустить из-за травмы. В ноябре 2015 года очередной раз продлил соглашение с клубом. В сезоне 2016 потерял место в основе, сыграв лишь в одиннадцати матчах чемпионата. По окончании сезона появлялась информация о том, что Янушкевич может покинуть Солигорск, однако в результате в январе 2017 года игрок продлил контракт с командой. В сезоне 2017 вернул место основного центрального защитника солигорчан. В октябре стало известно, что Янушкевич останется в клубе и на следующий сезон. Сезон 2018 начинал на скамейке запасных, позднее стал выходить в стартовом составе, а июне выбыл до конца сезона из-за травмы.
В конце 2018 года подписал контракт с футбольным клубом «Ислочь», где закрепился в основе. В ноябре 2019 года продлил контракт с клубом.
В январе 2021 года покинул «Ислочь» и вскоре подписал соглашение с «Витебском». Не имел места в стартовом составе витебской команды, использовался в качестве игрока ротации. В январе 2022 года по окончании контракта покинул «Витебск».

### В сборной
Был заявлен за молодёжную сборную Беларуси на чемпионат Европы 2009 в Швеции, однако ни разу не выходил на поле.
В ноябре 2014 года был вызван в национальную сборную Беларуси.

## Достижения
«Шахтёр» (Солигорск)
- Серебряный призёр чемпионата Беларуси (8): 2005, 2006, 2010, 2011, 2012, 2013, 2016, 2018
- Бронзовый призёр чемпионата Беларуси (3): 2014, 2015, 2017
- Обладатель Кубка Беларуси (1): 2013/14